# Johann Baptist Cramer
Johann Baptist Cramer  (født 24. februar 1771, død 17. april 1858) var en tysk pianist og komponist.
Cramer kom tidligt fra sin fødeby, Mannheim, til England, hvis hovedstad han stadig betragtede som sit hjem. Endnu som barn blev han elev af Clementi, ligesom han begyndte at spille offentligt; efter at Clementi havde forladt England, uddannede Cramer sig på egen hånd, nærmest ved studiet af Scarlattis, Händels og Bachs værker, og i en alder af 19 år foretog han koncertrejser på kontinentet.
I 1791 tog han atter ophold i England, hvor han hovedsageligt beskæftigede sig med at undervise og komponere, men også blev parthaver i det kendte musikforlag Johann Baptist Cramer & Co. Hans ry som pianist voksede stadig, og han foretog på ny rejser til Wien, hvor han mødtes med Haydn og Beethoven, der satte ham meget højt, samt til Italien.
Cramer var en fremragende og ejendommelig pianist, der navnlig udmærkede sig ved sit spils store toneskønhed og elegance. Som komponist har han dels skrevet en mængde sonater, nogle koncerter og duoer, en kvintet og en kvartet med mere, som næsten er glemt i dag, dels talrige etuder og en Grosse Pianoforteschule, der har haft stor betydning for klaverspillets udvikling og endnu har bevaret sit værd som studieværk, hvilket også gælder dens fortsættelse Schule der Fingerfertigkeit.